# Dean Delannoit
 (septembre 2011).
Si vous disposez d'ouvrages ou d'articles de référence ou si vous connaissez des sites web de qualité traitant du thème abordé ici, merci de compléter l'article en donnant les références utiles à sa vérifiabilité et en les liant à la section « Notes et références ».
Dean Delannoit (nom de scène : Dean), est un chanteur et présentateur belge, né le 27 janvier 1989 à Grammont. Il a gagné le 25 mai 2007 l'émission Idool 2007, diffusée sur la chaîne flamande VTM. Il a sorti son premier single So many ways qui fut bien classé dans les hits. 
Depuis 2010, il est aussi présentateur sur Disney Channel et il présentera l'émission My camp Rock avec Sita Vermeulen.
Depuis 2020, aux côtés de Camille Dhont, il chante dans le groupe de reprises Pluto Was A Planet.
Dean est un petit neveu du boxeur Cyrille Delannoit.